# Hutchgo.com
hutchgo.com是香港首個提供全面旅遊產品及服務預訂的一站式網上旅行社，包括機票、酒店、度假村、自由行套票、旅遊保險及其他旅遊產品預訂及即時確認服務。hutchgo.com旅遊網站由長江和記實業旗下的和記旅遊（前身為Hutchison-Priceline）全資擁有。
hutchgo.com總部設於香港，並把業務擴展至全球共十一個國家及地區，包括中國、印尼、韓國、馬來西亞、菲律賓、新加坡、台灣、泰國、越南、加拿大、澳洲。

## 歷史
hutchgo.com前身為Hutchison-Priceline，由長江和記實業有限公司及美國Priceline.com合資成立，並於2002年在香港開辦，是本地第一個提供全面機票、酒店住宿及其他旅遊產品及服務預訂的網上旅行社。
開業20年以來，旅遊網站憑藉Priceline的國際品牌發展及鞏固其於亞洲的行業地位。及後，Hutchison-Priceline於2015改名為和記旅遊，其旅遊服務網站更換全新品牌形象為hutchgo.com，繼續發展旅遊服務及將業務推向更多國際市場。

## 發展
過去與Priceline的合作，hutchgo.com業務範圍局限在亞洲市場。現在， hutchgo.com將其業務推向更多國際市場。直至2016年底，hutchgo.com的業務已由香港擴展及覆蓋至中國、印尼、韓國、馬來西亞、菲律賓、新加坡、台灣、泰國、越南、加拿大、澳洲共十一個國家及地區。2017年更推出一共8個語言的手機相容網站及iOS與Android系統手機應用程式，向全球顧客提供切合需要的服務。